# Cho Seung-hui
Dans ce nom coréen, le nom de famille, Cho, précède le nom personnel.
Cho Seung-hui (en coréen 조승희) (18 janvier 1984 – 16 avril 2007 à Blacksburg en Virginie aux États-Unis), est le tueur responsable de la fusillade de l'Université Virginia Tech,, du 16 avril 2007, dans laquelle 33 personnes sont mortes. Il s'est suicidé sur les lieux de la fusillade alors que la police cernait sa position. 

## Biographie
Né en Corée du Sud et immigré aux États-Unis (Détroit, dans le Michigan) avec ses parents en septembre 1992. Il était de nationalité sud-coréenne, et un résident légal permanent des États-Unis. Seung-hui avait une adresse permanente à Centreville, Virginie ; une commune dans le comté de Fairfax, située à 50 km à l'ouest de Washington D.C. et à quelques kilomètres au sud de l'aéroport international de Dulles.
Ses parents dirigent une petite entreprise de nettoyage à sec et sa sœur est diplômée de l'Université de Princeton. Selon le docteur Dolores Malaspina, directrice du département de psychiatrie de la New York University School of Medicine, Cho Seung-hui aurait pu être affecté par le perchloroéthylène, substance toxique utilisée dans le nettoyage à sec, et qui, selon elle, augmenterait les risques de développer des symptômes schizophréniques.
Selon Virginia Tech, Seung-hui effectuait sa dernière année d'études (undergraduate) pour obtenir un major en langue anglaise, il suivait précédemment des études de commerce, mais changea pour l'anglais en dernière année. Seung-hui a obtenu son diplôme en 2003 au Collège de Westfield (Chantilly, Virginia).

## Fusillade de l'Université Virginia Tech
D'après les journaux télévisés du 17 avril 2007, Seung-hui a laissé une note critiquant les « gosses de riches », la « débauche » et les « charlatans trompeurs » avant de tuer deux étudiants, Emily J. Hilscher et Ryan C. "Stack" Clark, dans la chambre d'un dortoir, le 16 avril 2007 vers 7 h 15 du matin[réf. nécessaire]. 2 h 30 plus tard, vers 9 h 45, Seung-hui a traversé le campus pour poursuivre ses meurtres dans les salles de classe d'un autre bâtiment. La police a pu identifier Seung-hui grâce aux empreintes digitales laissées sur les armes à feu, et grâce à des fichiers de l'immigration. Les mots "Ismail Ax" étaient inscrits à l'encre rouge sur son bras.
La police a découvert un récépissé, datant du 9 mars 2007, pour l'achat du pistolet Glock 19[réf. nécessaire] utilisé dans l'attaque. Les résidents permanents de Virginie sont autorisés à acheter des armes à feu s'ils présentent la preuve de leur lieu de résidence, en passant un contrôle d'antécédents judiciaires et en répondant à un questionnaire. Seung-hui a acheté la seconde arme, un pistolet Walther P22, une semaine avant la tuerie. Les numéros de série sur les deux armes ont été effacés à la lime.
Dans le hall Norris, Cho Seung-hui s'est suicidé d'une balle dans la tête, alors que la police cernait sa position.

## Caractère
Un porte-parole de l'Université a décrit Cho comme étant un "solitaire", les cadres de l'Université ont d'ailleurs eu de la peine à trouver des informations sur l'individu. Une association de Coréens affiliée au campus a déclaré que Cho ne leur parlait pas et ne les rencontrait que très rarement. Cho était apparemment sous traitement médical et prenait des anti-dépresseurs, en outre il avait été accusé dans le passé d'avoir allumé un feu dans un dortoir et de harceler des jeunes femmes sur le campus. En 2005, plusieurs plaintes avaient été déposées contre Cho Seung-hui et il avait fait un rapide séjour en hôpital psychiatrique à cause de ses tendances suicidaires. Un tribunal l'avait déclaré « malade mental » en décembre 2005 et avait affirmé qu'il était « un danger imminent pour lui-même et pour les autres ».

### Médias envoyés à NBC durant les évènements
La chaîne de télévision NBC News rend publique le 18 avril 2007 une quinzaine de photos parmi les quarante-trois reçues que le tueur a envoyées par courrier à la rédaction entre les deux premiers meurtres et les trente suivants. Le nom de Cho Seung-hui ne figurait pas sur le courrier reçu, seul le nom Ishmael y est écrit pour l'adresse de retour, le même nom que celui écrit sur son avant-bras en lettres rouges (voir ci-dessous). Certaines photos sont visibles sur le site de NBC.
D'autres documents, une lettre et une trentaine de vidéos totalisant une dizaine de minutes de prise de vue ont aussi été reçues par la chaîne. La lettre comporte une référence aux « martyrs comme Eric et Dylan », certainement Eric Harris et Dylan Klebold, auteurs de la Fusillade du lycée Columbine. Dans leur ensemble, les documents laissent découvrir la rage et la colère de l'auteur des meurtres. « Je n'avais pas à faire ça, j'aurais pu partir, m'enfuir. Mais non, je ne m'enfuirai plus. Plus de ça pour moi. Pour mes enfants, mes frères et sœurs que vous baisez, je l'ai fait pour eux » dit-il dans l'un de ces documents vidéo. Il écrit aussi « À cause de vous, je meurs, comme Jésus-Christ, pour inspirer des générations de faibles et de sans défense » , comparant sa mort à celle de Jésus.

## Écrits
La direction du Département d'Anglais de l'Université de Virginia Tech a cité une collègue, Lucinda Roy, qui décrivait Cho comme quelqu'un de troublé. Roy était inquiète à propos d'un devoir de rédaction rendu une année auparavant : il s'agit d'une pièce en un seul acte intitulée Richard McBeef. Dans l'intrigue, un garçon de treize ans accuse son beau-père d'abus sexuels et d'avoir tué son père biologique. Le garçon menace de tuer son beau-père  et les deux hommes entrent en dispute. La pièce se termine quand le beau-père lance un « coup mortel » vers le garçon.
Dans une seconde pièce qui lui est attribuée, titrée Mr. Brownstone, en référence à une chanson de Guns N' Roses parlant de l'héroïne (une partie des paroles de cette chanson sont d'ailleurs retranscrits en page 8 et 9), trois jeunes de 17 ans jouent au casino tout en discutant de la haine qu'ils portent à leur professeur de mathématiques âgé de 45 ans : Mr. Brownstone. Les étudiants accusent Mr. Brownstone de les abuser sexuellement et de les faire saigner. L'un d'eux affirme à deux reprises qu'il veut tuer Mr. Brownstone. Une autre étudiante souhaite que Mr. Brownstone meure et dit qu'elle veut le voir saigner. À la fin de la pièce, l'un des étudiants gagne le jackpot de 5 millions. Mr. Brownstone intervient et convainc la direction du casino que les étudiants l'ont attaqué et lui ont volé le ticket gagnant. La direction donne le ticket gagnant à Mr. Brownstone et fait jeter dehors les étudiants. L'histoire se termine avec la menace de revanche de ces derniers.